# José Roberto Aguilar
José Roberto Aguilar (São Paulo, 11 de abril de 1941) é um pintor, escultor, performer e artista multimídia brasileiro, considerado o pioneiro na utilização do vídeo como línguagem artística neste país. Sua produção é voltada à vida urbana, à sexualidade e à pluralidade de códigos e signos, entre outros temas, utilizando-se de uma abordagem vibrante e expressiva. É irmão do crítico de arte Nelson Aguilar.

## Vida e obra
Autodidata, Aguilar integra o movimento artístico-literário Kaos, ao lado de Jorge Mautner e José Agripino de Paula, em 1956. Na década de 1960, liga-se ao realismo fantástico e faz incursões no campo da action painting. Firma-se por um estilo pictórico bastante pessoal, agitado, vibrante e permeado por grafismos, impresso em obras de grandes dimensões que exploram a temática urbana, a sexualidade, a sociedade e seus signos.
Apresenta-se na VII Bienal Internacional de São Paulo, em 1963, recebendo o prêmio Itamaraty. Expõe ininterruptamente nas três edições seguintes. Paralelamente, multiplica suas intervenções ao longo dos anos 60. Em 1964, realiza uma exposição individual nas Galerias São Luís, em São Paulo, à qual se seguem diversas outras no Brasil e no exterior (Paris, em 1965, Nova York, em 1966, e uma mostra itinerante pela América Latina, em 1967).
Um dos pioneiros da nova figuração no Brasil, integra a mostra Opinião 65 no Museu de Arte Moderna do Rio de Janeiro. Data desse período a técnica de pintar com spray, pistolas de ar comprimido e mesmo maçaricos (Série do futebol, 1966, Museu de Arte Contemporânea da USP). Reside em Londres entre 1969 e 1972 e, em seguida, em Nova York (1974-1975), onde inicia experimentações no campo da videoarte.
Retorna a São Paulo em 1976. No ano seguinte, apresenta a ópera conceitual Circo Antropofágico, premiada na XIV Bienal de São Paulo, que consistia na apresentação de doze monitores de televisão no palco do Teatro Ruth Escobar. Lança o livro A Divina Comédia Brasileira e cria a Banda Performática, grupo musical que realiza shows, performances e grava um disco em 1982. Organiza ainda o I Encontro Internacional de Vídeo-Arte (São Paulo, 1978), firmando-se como pioneiro dessa linguagem artística no Brasil. Seu interesse recorrente pela performance, no entanto, não o impede de realizar um retorno progressivo à pintura sobre tela.
Em meados da década de 1980, em função de uma incursão pela espiritualidade indiana, torna-se discípulo de Rajneesh  e passa a assinar "Aguilar Vigyan". Em 1989, realiza a performance Tomada da Bastilha, reunindo 300 artistas e um público de 10 mil pessoas em São Paulo. Nos anos 1990, executa pinturas e esculturas gigantes, trabalhando ainda com materiais como vidro e cerâmica. Foi diretor da Casa das Rosas entre 1995 e 2003, período em que promoveu curadorias sobre diversos aspectos da arte contemporânea no Brasil. Em 2003, foi nomeado representante do Ministério da Cultura para São Paulo.